# Liste der Fernstraßen in Mosambik

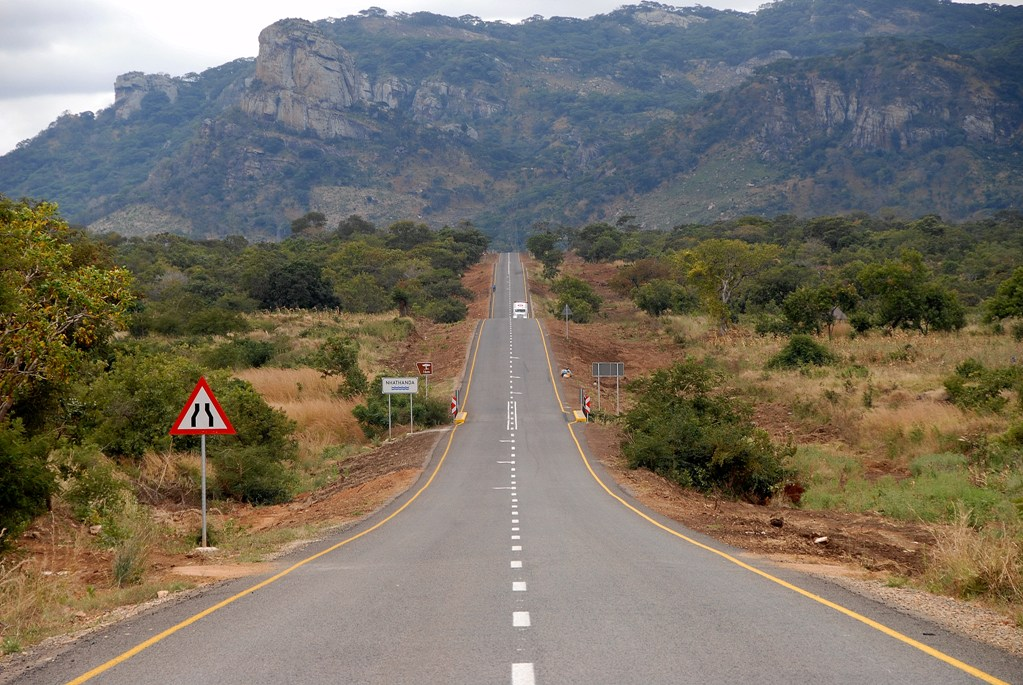
Fernstraße EN7, zwischen Vanduzi e Changara (Provinz Manica)

Diese Liste zeigt die Straßen in Mosambik auf. Öffentliche Straßen werden unter dem Aspekt ihrer regionalen Bedeutung in vier Hauptgruppen klassifiziert. In Bezug auf ihre Nummerierung gibt es Straßen mit der Buchstabenkennung N (nacional) und R (regional). Besonders gut ausgebaute Nationalstraßen der Klasse Estradas Primárias führen vor ihrer Nummer die Buchstabenkennung EN (Estrada nacional), was jedoch nicht einheitlich Anwendung findet.
Nach der Klassifizierung der nationalen Straßenbehörde Mosambiks (ANE) werden die Straßen folgt bezeichnet und nummeriert:
- Estradas Primárias (a) (N 1-100)
- Estradas Primárias (b) (N 101-199)
- Estradas Secondárias (N 200-399)
- Estradas Terciárias (R 400–799)
- Estradas Vicinais (ab R 800), auch bezeichnet mit  N/C (Estrada não classificada)[4]

## Nationalstraßen (Primárias a)

Übersicht der ein- und zweistelligen Nationalstraßen

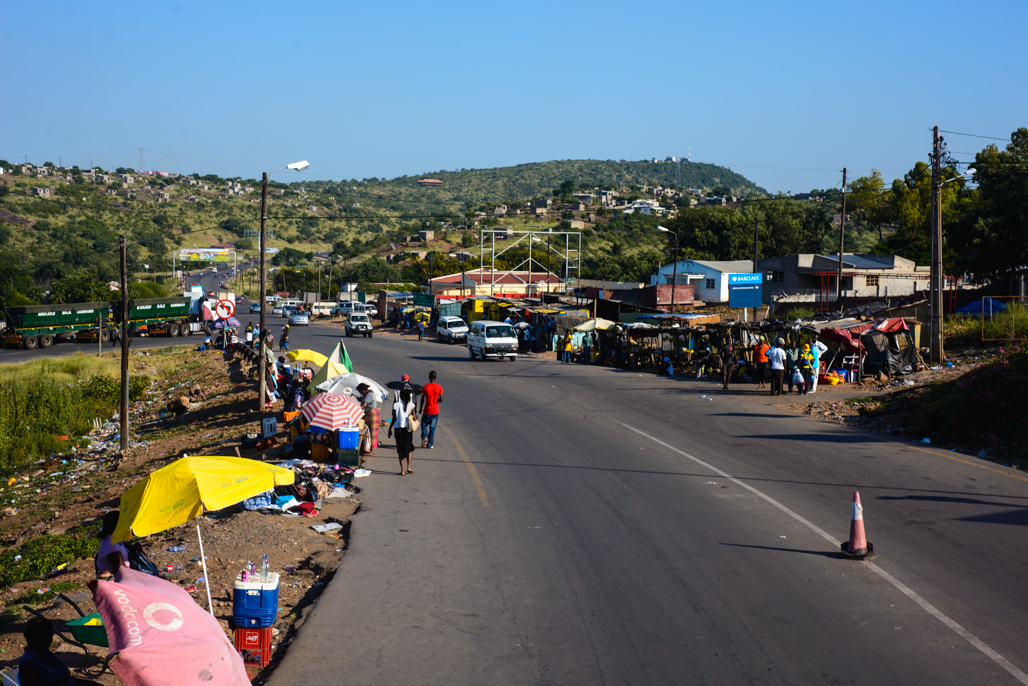
Blick auf die Fernstraße EN4, direkt hinter der Grenze zu Südafrika in Ressano Garcia (Provinz Maputo)

| Name | Verlauf                                                                            | Länge   |
| ---- | ---------------------------------------------------------------------------------- | ------- |
| EN1  | Maputo–Xai-Xai–Inchope–Caia–Pemba (Mozambique Highway)                             | 2440 km |
| EN2  | Matola–Boane–Namaacha–Grenze zu Eswatini, weiter als MR3 (Swaziland Corridor)      | 71 km   |
| EN3  | Matola–Goba–Grenze zu Eswatini, weiter als MR7 (Swaziland Corridor)                |         |
| EN4  | Maputo–Matola–Ressano Garcia–Grenze zu Südafrika, weiter als (Maputo Corridor)     | 92 km   |
| EN6  | Beira–Chimoio–Manica–Machipanda–Grenze zu Simbabwe, weiter als A3 (Beira Corridor) | 281 km  |
| EN7  | Quelimane–Mocuba–Milange–Grenze zu Malawi, weiter als M2 (Tete Corridor)           |         |
| EN8  | Nacala–Nampula–Mandimba–Grenze zu Malawi, weiter als M3 (Tete Corridor)            |         |
| EN9  | Tete–Chiúta–Cassacatiza–Grenze zu Sambia, weiter als T6 (Cassacatiza Corridor)     |         |
| EN10 | Quelimane–Nicoadala                                                                | 37 km   |
| EN13 | Nampula–Gurué–Cuamba–Lichinga, weiter als N249 (Niassa Corridor)                   | 629 km  |
| EN14 | Metoro–Montepuez–Maruppa–Litunde–Lichinga (Montepuez Corridor)                     | 600 km  |

## Maut
Mautstellen auf der EN4 des südafrikanischen Betreibers Trans African Concessions (TRAC) mit Sitz in Midrand gibt es zwischen Maputo und der Staatsgrenze an den Stellen Moamba Toll Plaza und Maputo Toll Plaza.

## Regionalstraßen
Die Bezeichnungen der Regionalstraßen beginnen mit R.